# Festa del Cinema di Roma 2023
La 18ª edizione della Festa del Cinema di Roma si è tenuta dal 18 al 29 ottobre 2023.
Il programma della manifestazione è stato presentato il 22 settembre 2023 dalla direttrice artistica Paola Malanga.
La locandina è dedicata ad Anna Magnani, in occasione del cinquantenario della morte, e la relativa immagine è tratta dalla conferenza stampa per il Premio Oscar assegnatole nel 1956 per l'interpretazione de La rosa tatuata.
La selezione ufficiale ha avuto luogo presso l'Auditorium Parco della Musica di Roma e si è articolata in varie sezioni: Concorso Progressive Cinema - Visioni per il mondo di domani (18 titoli, concorso internazionale senza distinzione tra film di finzione, documentari e film di animazione), Freestyle (sezione non competitiva composta da titoli di formato e stile liberi), Gran Public (sezione non competitiva dedicata al cinema per il grande pubblico), Proiezioni speciali (sezione non competitiva), Best of 2023 (sezione non competitiva composta da film provenienti da altri festival internazionali, considerati tra i migliori della stagione), Storia del cinema (sezione non competitiva dedicata all’approfondimento della storia del cinema italiano e internazionale, ai film in versione restaurata e agli omaggi).
Ulteriori proiezioni sono avvenute in altri spazi della capitale: alla Casa del cinema, al MAXXI, al cinema Giulio Cesare, al Teatro Palladium, al cinema Atlantic, all'Adriano Multisala, al Nuovo Cinema Aquila, alla Fondazione Policlinico Universitario Agostino Gemelli IRCCS, a Rebibbia Nuovo Complesso.
Il film di apertura è stato C'è ancora domani, opera prima di Paola Cortellesi.
La cerimonia di premiazione è avvenuta sabato 28 ottobre presso la Sala Petrassi dell'Auditorium Parco della Musica.
A vincere il premio per il miglior film: Pedágio di Carolina Markowicz.

## Selezione ufficiale

### Concorso Progressive Cinema - Visioni per il mondo di domani
- Un amor, regia di Isabel Coixet (Spagna)
- Ashil, regia di Farhad Delaram (Iran, Germania, Francia) – opera prima
- Avant que les flammes ne s'eteignent, regia di Mehdi Fikri (Francia) – opera prima
- Black Box, regia di Aslı Özge (Germania, Belgio)
- C'è ancora domani, regia di Paola Cortellesi (Italia) – opera prima – film di apertura
- Comme un fils, regia di Nicolas Boukhrief (Francia)
- En dag kommer allt det här bli ditt, regia di Andreas Öhman (Svezia)
- La Erección de Toribio Bardelli, regia di Adrián Saba (Perù, Brasile)
- Fremont, regia di Babak Jalali (Stati Uniti d'America)
- Holiday, regia di Edoardo Gabbriellini (Italia)
- Hypnosen, regia di Ernst De Geer (Svezia, Norvegia, Francia) – opera prima
- Mi fanno male i capelli, regia di Roberta Torre (Italia)
- C'era una volta in Bhutan (The Monk and the Gun), regia di Pawo Choyning Dorji (Bhutan, Stati Uniti, Francia, Taiwan)
- Pedágio, regia di Carolina Markowicz (Brasile, Portogallo) – opera prima
- La morte è un problema dei vivi (Peluri – Kuolema on elävien ongelma), regia di Teemu Nikki (Finlandia, Italia)
- Un silence, regia di Joachim Lafosse (Belgio, Francia, Lussemburgo)
- Sweet Sue, regia di Leo Leigh (Regno Unito) – opera prima
- Urotcite na Blaga, regia di Stephan Komandarev (Bulgaria, Germania)

### Freestyle

#### Film
- Accattaroma, regia di Daniele Costantini (Italia)
- Dispararon al pianista, regia di Fernando Trueba e Javier Mariscal (Spagna, Francia) – animazione
- Gli immortali, regia di Anne Riitta Ciccone (Italia)
- Jeʹvida, regia di Katja Gauriloff (Finlandia)
- Mother, Couch, regia di Niclas Larsson (Stati Uniti, Danimarca, Svezia) – opera prima
- The Persian Version, regia di Maryam Keshavarz (Stati Uniti d'America)
- À la recherche, regia di Giulio Base (Italia)
- Segnali di vita, regia di Leandro Picarella (Italia, Svizzera) – documentario
- Troppo azzurro, regia di Filippo Barbagallo (Italia) – opera prima
- Wanted, regia di Fabrizio Ferraro (Italia)

#### Documentari
- Allo la France, regia di Floriane Devigne (Francia, Svizzera)
- And the King Said, What a Fantastic Machine, regia di Axel Danielson e Maximilien Van Aertryck (Svezia, Danimarca)
- Fela, il mio Dio vivente, regia di Daniele Vicari (Italia)
- Grandma's Footsteps, regia di Lola Peploe (Francia)
- In Bed with Gondry, regia di François Nemeta (Francia)
- Jeff Koons - Un ritratto privato, regia di Pappi Corsicato (Italia)
- Lucio Amelio, regia di Nicolangelo Gelormini (Italia)
- Kim's Video, regia di David Redmon e Ashley Sabin (Stati Uniti d'America)
- Nino Migliori - La festa che rovescia il mondo per gioco, regia di Elisabetta Sgarbi (Italia)
- Obsessed with Light, regia di Sabine Krayenbühl e Zeva Oelbaum (Stati Uniti, Francia, Germania)
- La pitturessa, regia di Fabiana Sargentini (Italia)
- Shakespea Re di Napoli, regia di Ruggero Cappuccio e Nadia Baldi (Italia)
- La solitudine è questa, regia di Andrea Adriatico (Italia)
- Taking Venice, regia di Amei Wallach (Stati Uniti d'America)
- Tehachapi, regia di JR (Francia)
- Who to Love, regia di Giorgio Testi (Italia)

#### Serie TV
- I leoni di Sicilia, regia di Paolo Genovese, 2 episodi (Italia)
- Mare fuori, 4ª stagione, regia di Ivan Silvestrini, 2 episodi (Italia)
- La Storia, regia di Francesca Archibugi, 1 episodio (Italia)
- Suburræterna, regia di Ciro D'Emilio e Alessandro Tonda, 2 episodi (Italia)

### Grand Public
- Cento domeniche, regia di Antonio Albanese (Italia)
- Cottontail, regia di Patrick Dickinson (Regno Unito, Giappone) – opera prima
- Dall'alto di una fredda torre, regia di Francesco Frangipane (Italia) – opera prima
- Diabolik - Chi sei?, regia di Manetti Bros. (Italia)
- Dream Scenario - Hai mai sognato quest'uomo? (Dream Scenario), regia di Kristoffer Borgli (Stati Uniti d'America)
- Eileen, regia di William Oldroyd (Stati Uniti d'America)
- The End We Start From, regia di Mahalia Belo (Regno Unito) – opera prima
- E la festa continua! (Et la fête continue), regia di Robert Guédiguian (Francia, Italia)
- Fingernails - Una diagnosi d'amore (Fingernails), regia di Chrīstos Nikou (Stati Uniti d'America)
- Gonzo Girl, regia di Patricia Arquette (Stati Uniti d'America)
- Jules, regia di Marc Turtletaub (Stati Uniti d'America)
- Il ragazzo e l'airone (Kimi-tachi wa dō ikiru ka), regia di Hayao Miyazaki (Giappone) – animazione (In co-produzione con Alice nella città)
- I limoni d'inverno, regia di Caterina Carone (Italia, Polonia)
- Madame Clicquot (Widow Clicquot), regia di Thomas Napper (Stati Uniti d'America, Francia, Regno Unito)
- Nuovo Olimpo, regia di Ferzan Özpetek (Italia)
- Palazzina Laf, regia di Michele Riondino (Italia) – opera prima
- The Performance, regia di Shira Piven (Stati Uniti d'America)
- The Royal Hotel, regia di Kitty Green (Australia)
- Saltburn, regia di Emerald Fennell (Regno Unito)
- Second Tour, regia di Albert Dupontel (Francia)
- Te l'avevo detto, regia di Ginevra Elkann (Italia)
- Volare, regia di Margherita Buy (Italia) – opera prima

### Proiezioni speciali
- La bussola - Il collezionista di stelle, regia di Andrea Soldani (Italia) – documentario
- Enigma Rol, regia di Anselma Dell'Olio (Italia) – documentario
- High & Low - John Galliano, regia di Kevin Macdonald (Francia, Stati Uniti, Regno Unito) – documentario
- L'Impero della Natura. Una notte al Parco del Colosseo, regia di Luca Lancise e Marco Gentili (Italia) – documentario
- Io, noi e Gaber, regia di Riccardo Milani (Italia) – documentario
- Kripton, regia di Francesco Munzi (Italia) – documentario
- Maria Callas. Lettere e memorie, regia di Tom Volf e Yannis Dimolitsas (Italia) – documentario
- La memoria infinita (The Eternal Memory), regia di Maite Alberdi (Cile) – documentario
- Misericordia, regia di Emma Dante (Italia)
- Mur, regia di Kasia Smutniak (Italia) – documentario
- Posso entrare? An ode to Naples, regia di Trudie Styler (Italia) – documentario
- Roma, santa e dannata, regia di Roberto D'Agostino, Marco Giusti e Daniele Ciprì (Italia) – documentario
- Quattro quinti, regia di Stefano Urbanetti (Italia) – documentario
- Rule of Two Walls, regia di David Gutnik (Ucraina) – documentario
- Scarrozzanti e spiritelli. 50 anni di vita del Teatro Franco Parenti, regia di Michele Mally (Italia) – documentario
- Tante facce nella memoria, regia di Francesca Comencini (Italia)
- Unfitting, regia di Giovanna Mezzogiorno (Italia) – cortometraggio
- Uomini in marcia, regia di Peter Marcias (Italia) – documentario
- Via Sicilia 57/59. Giorgio Albertazzi. Il Teatro è vita, regia di Pino Strabioli e Fabio Masi (Italia) – documentario
- Zucchero - Sugar Fornaciari, regia di Valentina Zanella e Giangiacomo De Stefano (Italia) – documentario

### Absolute beginners
- Boatman - Viaggio sul Gange, regia di Gianfranco Rosi (Italia, Stati Uniti, 1993) – documentario
- Il camorrista - La serie, regia di Giuseppe Tornatore – serie TV, episodi 1 e 4 (Italia, 1986)

### Best of 2023
- Anatomia di una caduta (Anatomie d'une chute), regia di Justine Triet (Francia)
- Catching Fire: The Story of Anita Pallenberg, regia di Alexis Bloom e Svetlana Zill (Stati Uniti d'America) – documentario
- La chimera, regia di Alice Rohrwacher (Italia, Francia, Svizzera)
- Eureka, regia di Lisandro Alonso (Francia, Argentina, Germania, Portogallo, Messico)
- Il gusto delle cose (La Passion de Dodin Bouffant), regia di Trần Anh Hùng (Francia)
- Kiss the Future, regia di Nenad Cicin-Sain (Stati Uniti, Irlanda) – documentario
- Orlando, ma biographie politique, regia di Paul B. Preciado (Francia) – documentario
- Past Lives, regia di Celine Song (Stati Uniti d'America)
- L'ultima regina - Firebrand (Firebrand), regia di Karim Aïnouz (Regno Unito)
- La zona d'interesse (The Zone of Interest), regia di Jonathan Glazer (Stati Uniti, Regno Unito, Polonia)

### Storia del cinema

#### Omaggio a Isabella Rossellini
Premio alla carriera 2023

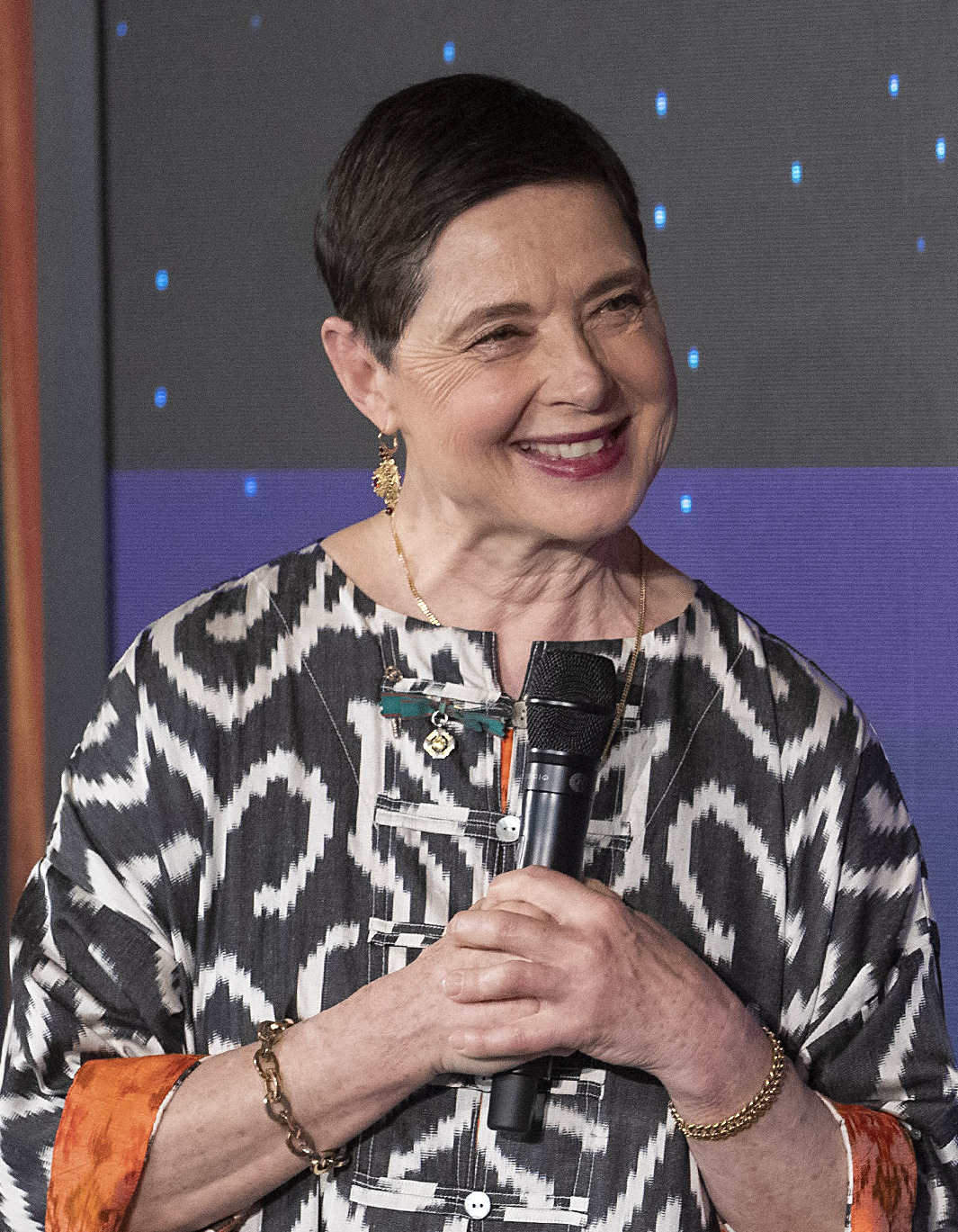
Isabella Rossellini nel 2022

- Animals Distract Me, regia di Isabella Rossellini (Stati Uniti, 2011) – documentario
- Darwin, What?, regia di Isabella Rossellini, Paul David Magid (Grecia, 2020) – cortometraggio
- Fox Film, regia di Isabella Rossellini (Stati Uniti) – cortometraggio
- Green Porno, regia di Jody Shapiro e Isabella Rossellini, 18 episodi (Stati Uniti, 2008-2009) – serie TV
- Mammas, regia di Isabella Rossellini, 10 episodi (Stati Uniti, 2013) – serie TV
- Seduce Me, regia di Isabella Rossellini, 10 episodi (Stati Uniti, 2010) – serie TV
- Velluto blu (Blue Velvet), regia di David Lynch (Stati Uniti, 1986)
- La morte ti fa bella (Death Becomes Her), regia di Robert Zemeckis (Stati Uniti, 1992)
- Left Luggage, regia di Jeroen Krabbé (Regno Unito, Stati Uniti, Paesi Bassi, Belgio, 1998)
- My Dad Is 100 Years Old, regia di Guy Maddin (Canada, 2005) – cortometraggio
- La canzone più triste del mondo (The Saddest Music in the World), regia di Guy Maddin (Canada, 2003)
- L'altra domenica: I reportage di Isabella Rossellini da New York – programma TV
- Sinfonia d'autunno (Höstsonaten), regia di Ingmar Bergman (Francia, Germania, Svezia, 1978) – scelto da Isabella Rossellini
- Stromboli (Terra di Dio), regia di Roberto Rossellini (Italia, 1950) – scelto da Isabella Rossellini
- A Season with Isabella Rossellini, regia di Marian Lacombe (Francia, 2023) – documentario
- La chimera, regia di Alice Rohrwacher (Italia, Francia, Svizzera, 2023) – sezione Best of 2023

#### Omaggio a Shigeru Umebayashi
Premio alla carriera 2023
- In the Mood for Love (Fa yeung nin wa), regia di Wong Kar-wai (Hong Kong, 2000)
- La foresta dei pugnali volanti (Shí miàn mái fú), regia di Zhang Yimou (Cina, 2004)
- A Single Man, regia di Tom Ford (Stati Uniti, 2009)

#### Omaggio a Maria Grazia Buccella
- Basta guardarla, regia di Luciano Salce (Italia, 1970)
- Sissignore, regia di Ugo Tognazzi (Italia, 1968)

#### Omaggio a Maria Callas
- Callas - Parigi, 1958, regia di Tom Volf (Francia, 1958-2023) – docufilm
- Maria Callas lettere e memorie - Monica racconta Maria, regia di Tom Volf (Italia, 2023) – docufilm
- Medea, regia di Pier Paolo Pasolini (Italia, Francia, Germania Ovest, 1969)

#### Omaggio a Ruggero Deodato
In collaborazione con ANAC e i figli di Ruggero Deodato, un blob di clip dai suoi titoli più importanti.

#### Omaggio a Jean-Luc Godard
- Godard par Godard, regia di Florence Platarets (Francia, 2023) – documentario

#### Omaggio a Lorenza Mazzetti
- The Country Doctor, regia di Lorenza Mazzetti (Stati Uniti, 1953) – cortometraggio
- K (Metamorphosis), regia di Lorenza Mazzetti (Regno Unito, 1954) – cortometraggio
- Together, regia di Lorenza Mazzetti (Regno Unito, 1956) – mediometraggio
- Together with Lorenza Mazzetti, regia di Brighid Lowe (Argentina, 2023) – documentario

#### Restauri
- Ciao nì!, regia di Paolo Poeti (Italia, 1979)
- Divisione Folgore, regia di Duilio Coletti (Italia, 1954)
- L'urlo di Chen terrorizza anche l'occidente (Meng long guo jiang), regia di Bruce Lee (Hong Kong, 1972)
- Il sapore del riso al tè verde (Ochazuke no aji), regia di Yasujirō Ozu (Giappone, 1952)
- L'odore della notte, regia di Claudio Caligari (Italia, 1998)
- Ovosodo, regia di Paolo Virzì (Italia, 1997)
- Underground, regia di Emir Kusturica (Jugoslavia, Germania, Francia, Ungheria, Repubblica Ceca, 1995)

#### Documentari
- American Badass: A Michael Madsen Retrospective, regia di Dominique Milano (Stati Uniti d'America)
- Chambre 999, regia di Lubna Playoust (Francia)
- Une chronique americaine, regia di Alexandre Gouzo e Jean-Claude Taki (Francia)
- Fellini, l'entretien retrouvé, regia di Jean-Christophe Rosé (Francia)
- Io, il tubo e le pizze, regia di Ugo Gregoretti (Italia)
- Joseph Losey, l'outsider, regia  di Dante Desarthe (Francia)
- Kennedy a Roma, regia di Ciro Giorgini (Italia, 1999)
- Lui era Trinità, regia di Dario Marani (Italia)
- La nostra Monument Valley, regia di Alberto Crespi e Steve Della Casa (Italia)
- Profondo Argento, regia di Giancarlo Rolandi e Steve Della Casa (Italia)
- Quel maledetto film su Virzì, regia di Stefano Petti (Italia)
- Il ritorno di Maciste, regia di Maurizio Sciarra (Italia)
- La voce senza volto, regia di Filippo Soldi (Italia)

## Giurie

### Premio Concorso Progressive Cinema
- Gael García Bernal, attore e regista (Messico) - presidente
- Sarah Gavron, regista (Regno Unito)
- Mikko Myllylahti, regista (Finlandia)
- Melvil Poupaud, attore e regista (Canada)
- Jasmine Trinca, attrice e regista (Italia)

### Premio miglior opera prima BNL BNP Paribas
- Paolo Virzì, regista (Italia) - presidente
- Adeline Fontan Tessaur, produttrice (Francia)
- Abi Morgan, sceneggiatrice (Regno Unito)

### Premio Ugo Tognazzi alla miglior commedia
- Philippine Leroy-Beaulieu, attrice (Francia) - presidente
- Alessandro Aronadio, regista e sceneggiatore (Italia)
- Lisa Nur Sultan, sceneggiatrice (Italia)

### Premio SIAE cinema
- Nicola Guaglianone, sceneggiatore (Italia) - presidente
- Carlo Cresto-Dina, produttore cinematografico (Italia)
- Pivio, compositore (Italia)

## Premi

### Premio alla carriera
- Shigeru Umebayashi[7]
- Isabella Rossellini[8]

### Premio Progressive alla carriera
- Haley Bennett
- Camila Morrone

### Premio Concorso Progressive Cinema
- Miglior film: Pedágio, regia di Carolina Markowicz
- Gran Premio della Giuria: Urotcite na Blaga, regia di Stephan Komandarev
- Miglior regia: Joachim Lafosse per Un silence
- Premio Monica Vitti alla miglior attrice: Alba Rohrwacher per Mi fanno male i capelli
- Premio Vittorio Gassman al miglior attore: Herbert Nordrum per Hypnosen
- Miglior sceneggiatura: Aslı Özge per Black Box
- Premio speciale della Giuria:
  - Ashil, regia di Farhad Delaram
  - C'è ancora domani, regia di Paola Cortellesi
  - The Monk and the Gun, regia di Pawo Choyning Dorji

### Premio Miglior Opera Prima BNL BNP Paribas
- Cottontail, regia di Patrick Dickinson
- Menzioni speciali ai film C'è ancora domani di Paola Cortellesi e Avant que les flammes ne s'eteignent di Mehdi Fikri

### Premio Ugo Tognazzi alla miglior commedia
- Jules, regia di Marc Turtletaub
- Menzione speciale a Asta Kamma August e Herbert Nodrum per Hypnosen

### Premio del pubblico
- C'è ancora domani, regia di Paola Cortellesi

### Premio SIAE cinema
- Il primo figlio, sceneggiatura di Mara Fondacaro

## Alice nella città
La 21ª edizione di Alice nella città si è svolta a Roma nelle stesse date e negli stessi spazi della Festa del Cinema, oltre che all'Auditorium Conciliazione.
La cerimonia di premiazione si è tenuta venerdì 27 ottobre presso la Sala Sinopoli dell'Auditorium Parco della Musica.

### Concorso
- How to Have Sex, regia di Molly Manning Walker (Regno Unito)
- Excursion, regia di Una Gunjak (Bosnia-Erzegovina, Croazia, Serbia, Francia, Norvegia, Qatar)
- Riviere, regia di Hugues Hariche (Svizzera, Francia)
- Alemania, regia di Maria Zanetti (Argentina, Spagna)
- Lonely, regia di Michele Pennetta (Svizzera, Italia)
- The Other Son, regia di Juan Sebastiàn Quebrada (Colombia, Francia, Argentina)
- Io e il Secco, regia di Gianluca Santoni (Italia, Croazia)
- Clenched Fists, regia di Vivian Goffette (Belgio)
- The New Boy, regia di Warwick Thornton (Australia)
- Katika Bluu, regia di Stéphane Vuillet e Stéphane Xhroüet (Belgio)

### Fuori concorso
- To Leslie, regia di Michael Morris (Stati Uniti d'America)
- Superluna, regia di Federico Bondi (Italia, Belgio)
- Club Zero, regia di Jessica Hausner (Austria, Regno Unito, Germania, Francia, Danimarca)
- One Life, regia di James Hawes (Regno Unito) – Film di chiusura

### Proiezioni speciali
- Mare fuori, 4ª stagione, regia di Ivan Silvestrini, 2 episodi (Italia) (In coproduzione con la Festa del Cinema di Roma)
- Il ragazzo e l'airone (Kimi-tachi wa dō ikiru ka), regia di Hayao Miyazaki (Giappone) – animazione (In coproduzione con la Festa del Cinema di Roma)
- Sirocco and the Kingdom of the Winds, regia di Benoît Chieux (Belgio, Francia) – animazione
- Trolls 3 - Tutti insieme, regia di Walt Dohrn (Stati Uniti d'America) – animazione
- The Inventor, regia di Jim Capobianco (Francia, Irlanda, Lussemburgo, Stati Uniti) – animazione
- The New Toy, regia di James Huth (Francia)
- Shukran, regia di Pietro Malegori (Italia, Francia)
- The Goat, regia di Ilaria Borelli (Italia)

### Panorama Italia - Concorso
- La Guerra del Tiburtino III, regia di Luna Gualano (Italia)
- Resvrgis, regia di Francesco Carnesecchi (Italia)
- Clorofilla, regia di Ivana Gloria (Italia)
- Bangarang, regia di Giulio Mastromauro (Italia)
- Desiré, regia di Mario Vezza (Italia)
- Eravamo bambini, regia di Marco Martani (Italia)
- Una madre, regia di Stefano Chiantini (Italia, Francia)
- Suspicious minds, regia di Emiliano Corapi (Italia, Francia)

### Panorama Italia - Proiezioni Speciali
- Catene, Film collettivo Scuola d'arte cinematografica Gian Maria Volonté: Anna Coccoli, Matteo Giampetruzzi, Lorenzo Nuccio, Flavio Santandrea, Lorenzo Vitrone (Italia)
- The Cage - Nella gabbia, regia di Massimiliano Zanin (Italia)
- Un oggi alla volta, regia di Nicola Conversa (Italia)
- Hotspot - Amore Senza Rete, regia di Giulio Manfredonia (Italia)

### Omaggio a Simone Massi
- Invelle, regia di Simone Massi (Italia, Svizzera, 2023) – animazione
- In quanto a noi, regia di Simone Massi (Italia, 2022) – animazione
- A guerra finita, regia di Simone Massi (Italia, 2022) – animazione
- Ad ogni alba, regia di Simone Massi (Italia, 2021) – animazione
- L'infinito, regia di Simone Massi (Italia, 2020) – animazione
- L'attesa del maggio, regia di Simone Massi (Italia, 2014) – animazione
- Animo resistente, regia di Simone Massi (Italia, 2013) – animazione
- Venezia/Massi, regia di Simone Massi (Italia, 2012) – animazione
- Lieve, dilaga, regia di Simone Massi (Italia, 2012) – animazione
- Fare fuoco, regia di Simone Massi (Italia, 2011) – animazione
- Dell'ammazzare il maiale, regia di Simone Massi (Italia, 2011) – animazione
- Nuvole, mani, regia di Simone Massi (Francia, 2009) – animazione
- La memoria dei cani, regia di Simone Massi (Italia, 2006) – animazione
- Io so chi sono, regia di Simone Massi (Italia, 2004) – animazione
- Piccola mare, regia di Simone Massi (Italia, 2003) – animazione
- Pittore, aereo, regia di Simone Massi (Italia, 2001) – animazione
- Tengo la posizione, regia di Simone Massi (Italia, 2001) – animazione
- Adombra, regia di Simone Massi (Italia, 1999) – animazione
- Keep on! Keepin' on!, regia di Simone Massi (Italia, 1996) – animazione
- Niente, regia di Simone Massi (Italia, 1996) – animazione
- Racconti, regia di Simone Massi (Italia, 1996) – animazione
- Millennio, regia di Simone Massi (Italia, 1995) – animazione
- In aprile, regia di Simone Massi (Italia, 1995) – animazione
- Immemoria, regia di Simone Massi (Italia, 1995) – animazione

### Quei ragazzi
- L'isola, regia di Costanza Quatriglio (Italia, 2003) – restauro 2023
- Il cavaliere inesistente, regia di Pino Zac (Italia, 1969) – restauro 2023

### Onde corte - Concorso Internazionale
- Lemon Tree, regia di Rachel Walden (Stati Uniti d'America)
- Last Call, regia di Harry Holland (Stati Uniti d'America)
- Fake Shot, regia di Francesco Castellaneta (Italia)
- Basri & Salma in a Never-Ending Comedy, regia di Khozy Rizal (Indonesia)
- Il compleanno di Enrico, regia di Francesco Sossai (Germania)
- Sibling, regia di Laura Van Passel (Belgio)
- L'Âge Acrobatique, regia di Mathieu Barbet (Francia)
- Eldorado, regia di Mathieu Volpe (Belgio)
- If You're Happy, regia di Phoebe Arnstein (Regno Unito)
- The Wall Must Fall, regia di Alissa Jung (Germania)

### Onde corte Panorama Italia - Concorso
- Safari, regia di Leonardo Balestrieri (Italia)
- Mi Pequeno Chet Baker, regia di Mauro Dìez Concari (Italia)
- A mosca cieca, regia di Mino Capuano (Italia)
- Alpha, regia di Anteros Marra (Italia)
- Maieti, regia di Matteo Boscolo Gioachina e Daniele Caruso (Italia)
- Chello'ncuollo, regia di Olga Torrico (Italia)
- Black Eyed Dog, regia di Alessandro Cino Zolfanelli (Italia)
- Consider the lilies, regia di Cristina Spina (Stati Uniti, Italia)
- Z.O., regia di Loris G. Nese (Italia)
- Zum See, regia di Federico Fasulo (Italia)

### Onde corte Panorama Italia - Fuori concorso
- La giustificazione, regia di Alex Marano (Italia)
- FOA, regia di Margherita Ferrari (Italia)
- Corpo Unico, regia di Mia Benedetta (Italia)
- Bordovasca, regia di Giuseppe Zampella (Italia)
- Tieniti Tutto, regia di Gianluca Della Monica (Italia)
- My name is Aseman, regia di Gianluca Mangiasciutti e Ali Asgari (Italia)

### Onde corte Panorama Italia - Proiezione speciale
- S'ozzastru The Millennial Tree, regia di Carolina Melis (Italia)
- La casa di Andrea, regia di Camilla Filippi e Andrea Bacci (Italia)
- Ombelico, regia di Ariane Doehring (Italia)
- Come un fiore, regia di Benedicta Boccoli (Italia)

### Sintonie
- En attendant la nuit, regia di Céline Rouzet (Francia, Belgio)
- Notre monde, regia di Luàna Bajrami (Kosovo)
- City of wind, regia di Lkhagvadulam Purev-Ochir (Mongolia, Francia, Portogallo, Paesi Bassi, Germania, Qatar)
- Paradiset brinner, regia di Mika Gustafson (Svezia, Danimarca, Finlandia, Italia)
- A cielo abierto, regia di Mariana e Santiago Arriaga (Messico, Spagna)
- Holly, regia di Fien Troch (Belgio, Paesi Bassi, Lussemburgo, Francia)

### Giurie

#### Concorso
35 ragazzi provenienti da tutta Italia e di età compresa tra il 16 e i 19 anni

#### Panorama Italia - Premio Raffaella Fioretta
- Riccardo Milani, regista - presidente onorario
- Tarak Ben Ammar, produttore cinematografico
- Francesco Motta, cantante
- Ivan Silvestrini, regista
- Yile Vianello, attrice
- Alessandra De Tommasi, giornalista

#### The Hollywood Reporter Roma
- Concita De Gregorio, giornalista - presidente
- Paola Natalicchio, giornalista
- Francesca Mazzoleni, regista
- Noemi, cantante
- Michela Cescon, attrice e regista

#### Premio RB Casting
- Marina Marzotto, produttrice
- Pino Pellegrino, direttore casting
- Stefano Chiappi, agente

### Premi

#### Concorso
- Miglior film: The Other Son, regia di Juan Sebastiàn Quebrada

#### Panorama Italia - Premio Raffaella Fioretta
- Miglior film: Desiré, regia di Mario Vezza
- Premio speciale della giuria: Bangarang, regia di Giulio Mastromauro

#### The Hollywood Reporter Roma
- Miglior opera prima: To Leslie, regia di Michael Morris
- Menzione speciale per il miglior attore: Miguel González in The Other Son
- Menzione speciale per la miglior attrice: Mia McKenna-Bruce in How to Have Sex
- Menzione speciale uno sguardo sul futuro per la regia: Gianluca Santoni per Io e il Secco

#### Premio RB Casting
- Miglior giovane interprete italiano: Amanda Campana in Suspicious Mind

#### Premio pubblico Onde corte
- Fake Shot, regia di Francesco Castellaneta

#### Premio SIAE
- Miglior progetto: Chiedo scusa di Francesco Piras